# Wilczkowice (Brzeszcze)
Wilczkowice (deutsch Wiltschkowitz) ist eine Ortschaft mit einem Schulzenamt der Gemeinde Brzeszcze im Powiat Oświęcimski der Woiwodschaft Kleinpolen, Polen.

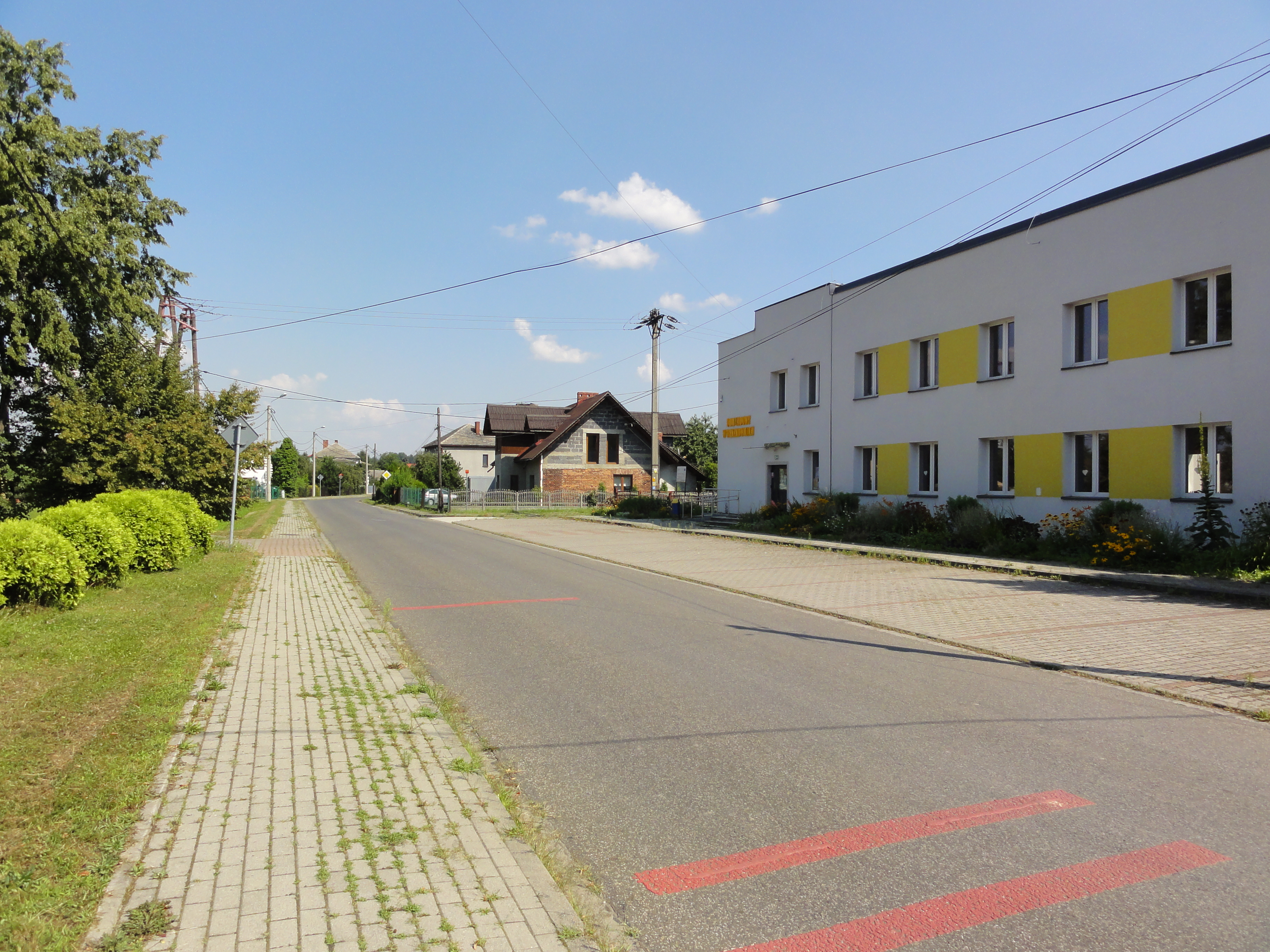
Dorfzentrum

## Geografie
Wilczkowice liegt im Auschwitzer Becken (Kotlina Oświęcimska) an der Soła, etwa 22 km nordöstlich von Bielsko-Biała und 55 km südwestlich von Kraków im Powiat (Kreis) Oświęcim.
Nachbarorte sind Rajsko im Norden, Grojec im Osten, Skidziń im Süden, Przecieszyn im Südwesten, die Stadt Brzeszcze im Westen.

## Geschichte
1272 wurde Grambvssy neben Francisci (Pławy) in einem Dokument erwähnt, das mit Wilczkowice oder mit Zaborze verbunden sein könnte.
Der Ortsname Wylczkowicze wurde 1457 erstmals urkundlich erwähnt, als es mit dem Herzogtum Auschwitz vom polnischen König abgekauft wurde.
1564 wurde Wilczkowice als Teil des neuen Kreises Schlesien der Woiwodschaft Krakau an das Königreich Polen, ab 1569 die polnisch-litauische Adelsrepublik, völlig inkorporiert.
Bei der Ersten Teilung Polens kam Wilczkowice 1772 zum neuen Königreich Galizien und Lodomerien des habsburgischen Kaiserreichs (ab 1804). Ab 1782 gehörte das Dorf zum Myslenicer Kreis (1819 mit dem Sitz in Wadowice). Nach der Aufhebung der Patrimonialherrschaften bildete es ab 1850 eine Gemeinde im Bezirk Biała.
1918, nach dem Ende des Ersten Weltkriegs und dem Zusammenbruch der k.u.k. Monarchie, kam Wilczkowice zu Polen. Unterbrochen wurde dies nur durch die Besetzung Polens durch die Wehrmacht im Zweiten Weltkrieg. Es gehörte dann zum Landkreis Bielitz im Regierungsbezirk Kattowitz in der Provinz Schlesien (seit 1941 Provinz Oberschlesien).
Von 1975 bis 1998 gehörte Wilczkowice als Teil der Gemeinde Brzeszcze zur Woiwodschaft Kattowitz.